# Cedilla
Una cedilla es una virgulilla con forma de gancho o cola ( ¸ ) añadida bajo ciertas letras como una marca diacrítica para indicar un cambio en la pronunciación. En catalán (llamada trenc), francés y portugués, se utiliza solo debajo de la letra c y la letra así formada (ç) se llama  c trencada, c cédille o c cedilha, respectivamente.

## Origen
La cedilla se originó en la Iberia visigótica como la mitad inferior de una z cursiva miniatura. La palabra «cedilla» es el diminutivo del nombre castellano antiguo de esta letra, la ceda (zeta). El castellano moderno, sin embargo, ya no utiliza este diacrítico, aunque sí se usa en portugués, aragonés con la grafía SLA, catalán, occitano, ligur, y francés, bajo la letra c, y bajo diversas letras en otras lenguas. También es usada por algunos escritores gallegos.

## Codificación
En Unicode, el símbolo es U+0327 ◌̧ (cedilla combinante).
- U+00B8 ¸ cedilla (HTML &#184; o &cedil;)

Se definieron también algunos caracteres Unicode precompuestos, como: Ç ç Ḉ ḉ Ḑ ḑ Ȩ ȩ Ḝ ḝ Ģ Ḩ ḩ Ķ ķ Ļ ļ Ņ ņ Ŗ ŗ Ş ş Ţ ţ

## Otros signos diacríticos
Idiomas como el rumano añaden una coma (vírgula) bajo algunas letras, como ser “ș”, que se asemeja a una cedilla, pero es más exactamente una coma diacrítica. Esto es particularmente confuso con las letras que pueden tomar los dos diacríticos: por ejemplo, la consonante /ʃ/ se escribe como “ş” en albanés y turco, pero “ș” en rumano.
Las letras polacas “ą” y “ę” y las letras lituanas “ą”, “ę”, “į”, y “ų”, no se hacen con la cedilla tampoco, sino con el signo diacrítico ogonek, de origen no relacionado.